# Saison 4 de Kaamelott
Chronologie
Livre III Livre V
Cet article présente le guide du Livre IV, soit la quatrième saison de la série télévisée Kaamelott.
Le tournage du Livre IV a eu lieu entre le 2 mai et le 5 juillet 2006 près de Lyon, au Studio 24. Sa diffusion a débuté le 18 septembre et s’est terminée le 24 novembre. Prévue pour le 4 septembre, celle-ci a d’abord été repoussée au 11 septembre avant d’être de nouveau retardée d’une semaine. Le 14 septembre 2006, soit quatre jours avant le début de la diffusion télévisuelle du Livre IV, un épisode inédit de ce dernier (Les Pisteurs) a été mis légalement et gratuitement à disposition du public par M6, sous pression de CALT et d’Alexandre Astier.
Le Livre IV, à l’instar du précédent, est entièrement chronologique ; c’est également le premier livre à présenter un changement de format, le dernier épisode utilisant un format plus long de 7 minutes au lieu de deux de 3 minutes 30 des 398 premiers épisodes. La constitution de cet épisode (Le Désordre et la Nuit) vise à introduire le nouveau format de la série : dès le Livre V, un double épisode sera diffusé par soir au lieu de deux.
Les épisodes sont présentés dans l’ordre du coffret intégral du Livre IV. L’ordre original de diffusion télévisée comporte des erreurs de chronologie ; par exemple, dans l’épisode L’Ascension du Lion, Yvain fait référence à Galessin en tant que traître, alors que ces éléments ne sont révélés que dans l’épisode Le Traître, diffusé après celui-ci ; de même, l’épisode Les Tuteurs II qui montre Yvain et Gauvain dans une tourelle sur la plage a été diffusé avant l’épisode Le Grand Départ qui dépeint le départ des deux camarades vers cette même tourelle. Le DVD du Livre IV rétablit un ordre cohérent en introduisant Le Traître avant L’Ascension du Lion, mais l’épisode Le Grand Départ, néanmoins, conserve sa place.

## Épisode 1:Tous les matins du monde1repartie
- France : M6

## Épisode 2:Tous les matins du monde2epartie
- France : M6

## Épisode 3:Raison et Sentiments
- France : M6

## Épisode 4:Les Tartes aux fraises
- France : M6

## Épisode 5:Le Dédale
- France : M6

## Épisode 6:Les Pisteurs
- France : M6

## Épisode 7:Le Traître
- France : M6

## Épisode 8:La Faute1repartie
- France : M6

## Épisode 9:La Faute2epartie
- France : M6

## Épisode 10:L’Ascension du Lion
- France : M6

## Épisode 11:Une vie simple
- France : M6

## Épisode 12:Le Privilégié
- France : M6

## Épisode 13:Le Bouleversé
- France : M6

## Épisode 14:Les Liaisons dangereuses
- France : M6

## Épisode 15:Les Exploités II
- France : M6

## Épisode 16:Dagonet et le Cadastre
- France : M6

- Antoine de Caunes
- François Rollin

## Épisode 17:Duel1repartie
- France : M6

## Épisode 18:Duel2epartie
- France : M6

## Épisode 19:La Foi bretonne
- France : M6

## Épisode 20:Au service secret de Sa Majesté
- France : M6

## Épisode 21:La Parade
- France : M6

## Épisode 22:Seigneur Caius
- France : M6

- Bruno Salomone

## Épisode 23:L’Échange1repartie
- France : M6

## Épisode 24:L’Échange2epartie
- France : M6

## Épisode 25:L’Échelle de Perceval
- France : M6

## Épisode 26:La Chambre de la reine
- France : M6

## Épisode 27:Les Émancipés
- France : M6

## Épisode 28:La Révoquée
- France : M6

## Épisode 29:La Baliste II
- France : M6

## Épisode 30:Les Bonnes
- France : M6

## Épisode 31:La Révolte III
- France : M6

## Épisode 32:Le Rapport
- France : M6

## Épisode 33:L’Art de la table
- France : M6

## Épisode 34:Les Novices
- France : M6

## Épisode 35:Les Refoulés
- France : M6

## Épisode 36:Les Tuteurs II
- France : M6

## Épisode 37:Le Tourment IV
- France : M6

## Épisode 38:Le Rassemblement du corbeau II
- France : M6

## Épisode 39:Le Grand Départ
- France : M6

## Épisode 40:L’Auberge rouge
- France : M6

## Épisode 41:Les Curieux1repartie
- France : M6

- Christian Bujeau

## Épisode 42:Les Curieux2epartie
- France : M6

- Christian Bujeau

## Épisode 43:La Clandestine
- France : M6

## Épisode 44:Les Envahisseurs
- France : M6

## Épisode 45:La vie est belle
- France : M6

## Épisode 46:La Relève
- France : M6

## Épisode 47:Les Tacticiens1repartie
- France : M6

## Épisode 48:Les Tacticiens2epartie
- France : M6

## Épisode 49:Drakkars!
- France : M6

## Épisode 50:La Réponse
- France : M6

- Léa Drucker

« Siècle des larmes, hurlements / Au jour dieux, roi de Logres fait affront / Du Lac combattant frère à l’épée / Femme de Vannes épousée commet faute / Panique, ruine, fin d’un monde / Sur Terre sans démon ni sorcière / Vient dieu des Morts solitaire des frayeurs / Du ciel à l’insulte la Réponse. »

## Épisode 51:Unagi IV
- France : M6

## Épisode 52:La Permission
- France : M6

## Épisode 53:Anges et Démons
- France : M6

## Épisode 54:La Rémanence
- France : M6

## Épisode 55:Le Refuge
- France : M6

## Épisode 56:Le Dragon gris
- France : M6

## Épisode 57:La Potion de vivacité II
- France : M6

## Épisode 58:Vox populi III
- France : M6

## Épisode 59:La Sonde
- France : M6

## Épisode 60:La Réaffectation
- France : M6

## Épisode 61:La Poétique II1repartie
- France : M6

## Épisode 62:La Poétique II2epartie
- France : M6

## Épisode 63:Le Jeu de la guerre
- France : M6

## Épisode 64:Le Rêve d’Ygerne
- France : M6

## Épisode 65:Les Chaperons
- France : M6

## Épisode 66:L’Habitué
- France : M6

## Épisode 67:Le Camp romain
- France : M6

- Bruno Salomone

## Épisode 68:L’Usurpateur
- France : M6

## Épisode 69:Loth et le Graal
- France : M6

- François Rollin

## Épisode 70:Le Paladin
- France : M6

- Élie Semoun

## Épisode 71:Perceval fait raitournelle
- France : M6

## Épisode 72:La Dame et le Lac
- France : M6

## Épisode 73:Beaucoup de bruit pour rien
- France : M6

## Épisode 74:L’Ultimatum
- France : M6

## Épisode 75:Le Oud II
- France : M6

## Épisode 76:La Répétition
- France : M6

## Épisode 77:Le Discours
- France : M6

- François Rollin

## Épisode 78:Le Choix de Gauvain
- France : M6

## Épisode 79:Fluctuat nec mergitur
- France : M6

## Épisode 80:Le Face-à-face1repartie
- France : M6

## Épisode 81:Le Face-à-face2epartie
- France : M6

## Épisode 82:L’Entente cordiale
- France : M6

## Épisode 83:L’Approbation
- France : M6

- Claire Nadeau

## Épisode 84:Alone in the Dark II
- France : M6

## Épisode 85:La Blessure d’Yvain
- France : M6

## Épisode 86:Corpore sano II
- France : M6

## Épisode 87:L’Enchanteur
- France : M6

## Épisode 88:Les Bien Nommés
- France : M6

## Épisode 89:La Prisonnière
- France : M6

## Épisode 90:Les Paris III
- France : M6

## Épisode 91:Les Plaques de dissimulation
- France : M6

## Épisode 92:Le Vice de forme
- France : M6

## Épisode 93:Le Renoncement1repartie
- France : M6

## Épisode 94:Le Renoncement2epartie
- France : M6

## Épisode 95:L’Inspiration
- France : M6

## Épisode 96:Les Endettés
- France : M6

Perceval et son fidèle acolyte Karadoc se présentent à l'auberge, mais le tavernier les accueille à coups de fourche ! Leurs dettes coûtent plus cher que l'établissement lui-même. Ils s'en vont donc demander au roi Arthur de payer leurs dettes de bistrot...
Au cours de cet épisode, sur la feuille de papier donnée par le tavernier à Karadoc et Perceval pour leur indiquer le montant dû, il est possible de lire la somme de 3967 pièces d'or en chiffre romain (MMMCMLXVII), lorsque Arthur agite ledit papier dans sa main, même si ce nombre n'est jamais prononcé oralement.

## Épisode 97:Double Dragon
- France : M6

## Épisode 98:Le Sauvetage
- France : M6

## Épisode 99:Le Désordre et la Nuit
- France : M6

Épisode double au nouveau format du Livre V.
En Orcanie, Loth, Galessin et Dagonet essaient de tirer au clair les conséquences de la victoire d'Arthur au camp de Lancelot, de la reprise de Guenièvre, et de la déroute de leur tentative de coup d'État. Loth abandonne Lancelot. Il ordonne un nettoyage total du camp. Loth et son groupe vont demander humblement pardon. Ça vaut mieux de passer pour des cons que de se faire écarteler...
À Kaamelott, l'espion annonce à Arthur que le camp de Lancelot a été entièrement déserté alors que ce dernier n'est pas encore rentré de la chasse au dragon. De plus, il confirme que son entourage pense qu'il est en train de devenir fou : il est persuadé d'être épié par un homme en noir que personne d'autre n'a jamais vu.
Au lac, en ce jour de solstice d'été, le seigneur Perceval reçoit le sacrement du baptême devant l'ensemble de la cour de Kaamelott, dont les couples Arthur-Guenièvre et Karadoc-Mevanwi réunis comme avant : tout semble donc être rentré dans l'ordre à Kaamelott.